# Тигверинъярви
Тигверинъярви — озеро на территории Коверского сельского поселения Олонецкого района Республики Карелия.

## Общие сведения
Площадь озера — 0,5 км². Располагается на высоте 69,1 метров над уровнем моря.
Форма озера лопастная, продолговатая: немного вытянуто с запада на восток. Берега каменисто-песчаные, местами заболоченные.
С южной стороны озера вытекает ручей, втекающий в реку Тигверинеги, которая впадает в реку Пуоройоя, впадающая в Тулоксу.
В озере расположены два безымянных небольших острова.
На берегу озера располагается деревня Тигвера, к которой подходит дорога местного значения 86К-188 («Новинка — Тигвера»).
Код объекта в государственном водном реестре — 01040300211102000014572.